# Morgana Lefay
Morgana Lefay – zespół power/thrash-metalowy pochodzący z Bollnäs (Szwecja). Nazwa zespołu pochodzi od legendarnej postaci Morgany Le Fay.

## Obecny skład zespołu
- Charles Rytkönen - wokal (1989 -)
- Tony Eriksson - gitara (1989 -)
- Peter Grehn - gitara & wokal wspomagający (1998 -)
- Fredrik Lundberg - gitara basowa & wokal wspomagający (2003 -)
- Pelle Åkerlind - perkusja & wokal wspomagający (2006 -)

## Dyskografia

### Albumy studyjne
| Tytuł                   | Data wydania |
| ----------------------- | ------------ |
| Symphony of the Damned  | 1990         |
| Knowing Just as I       | 1993         |
| The Secret Doctrine     | 1993         |
| Sanctified              | 1995         |
| Maleficium              | 1996         |
| Grand Materia           | 2005         |
| Aberrations Of The Mind | 2007         |

### Single i dema
| Tytuł                 | Data wydania |
| --------------------- | ------------ |
| Rumours of Rain(Demo) | 1992         |
| Over and Over Again   | 2007         |

## Kompilacje
| Tytuł                 | Data wydania |
| --------------------- | ------------ |
| Past, Present, Future | 1995         |
| Fata Morgana          | 1998         |